# Bétheny
Bétheny település Franciaországban, Marne megyében. Lakosainak száma 7030 fő (2022. január 1.). Bétheny Brimont, Courcy, Reims, Witry-lès-Reims és Bourgogne-Fresne községekkel határos.

## Népesség
A település népességének változása:
| Lakosok száma | 2747 | 5635 | 6487 | 6276 | 6481 | 6663 | 6971 | 7069 | 7148 | 7030 |
|               | 1968 | 1982 | 1990 | 2006 | 2013 | 2015 | 2017 | 2019 | 2020 | 2022 |